# Pont du Robinet
Pour les articles homonymes, voir robinet.
Le pont du Robinet ou pont de Donzère ou pont de Robinet est un pont suspendu enjambant le Rhône à la sortie du défilé de Donzère, il relie Donzère (Drôme) et Viviers (Ardèche).
Côté rive gauche (Drôme), le pont part de la falaise où il y a juste assez de place pour la voie ferrée de la ligne Paris – Marseille et la route d'accès. Côté rive droite (Ardèche), la route traverse l'ancienne digue.

## Toponymie
Pont du Robinet ou pont de Robinet, le nom du pont proviendrait du propriétaire du terrain, Robin Berton, dit Robinet,.

## Histoire
Le point de franchissement du Rhône à cet endroit daterait de l’époque romaine. En 877 puis en 1147, des privilèges accordaient des droits de péage pour la traversée du fleuve. En 1804, un bac à traille a été construit, le câble était attaché à une tour à l'extrémité ouest du pont (rive droite). Ce bac a été utilisé jusqu'à la construction du pont.
En 1833, il a été envisagé de remplacer le bac à traille par un pont suspendu. En 1845, Hubert Fournéry reçut l'autorisation de construire le pont et d'en percevoir les péages pendant 99 ans. La construction a commencé la même année et s'est terminée en 1847. 
Le pont a été gravement endommagé par une tempête en 1854 et des inondations en 1856. Le bac a de nouveau été utilisé jusqu'à la réparation du pont en 1859. Au cours des décennies suivantes, des modifications ont été apportées afin de le rigidifier à la suite de tempêtes l’ayant de nouveau endommagé. En 1902, des fermes et des poutres supplémentaires ont été ajoutées lors de la rénovation du tablier. 
Pendant la Seconde Guerre mondiale, le pont a été détruit par la Résistance pour empêcher la retraite allemande. La reconstruction est achevée en 1950, après que l’établissement d´un autre passage en aval au niveau des barrages de Donzère ait été un moment envisagé. 
En 1974, il avait été décidé de démanteler le pont pour des raisons de sécurité. Mais les habitants de Donzère ont obtenu qu'il soit sécurisé puis rouvert en 1979. 
Le Pont du Robinet est un monument protégé (inscription) depuis 1985.
Dans les années 2000, des réparations ont été effectuées. En 2010 la chaussée, anciennement à platelage en bois, est complètement rhabillée.

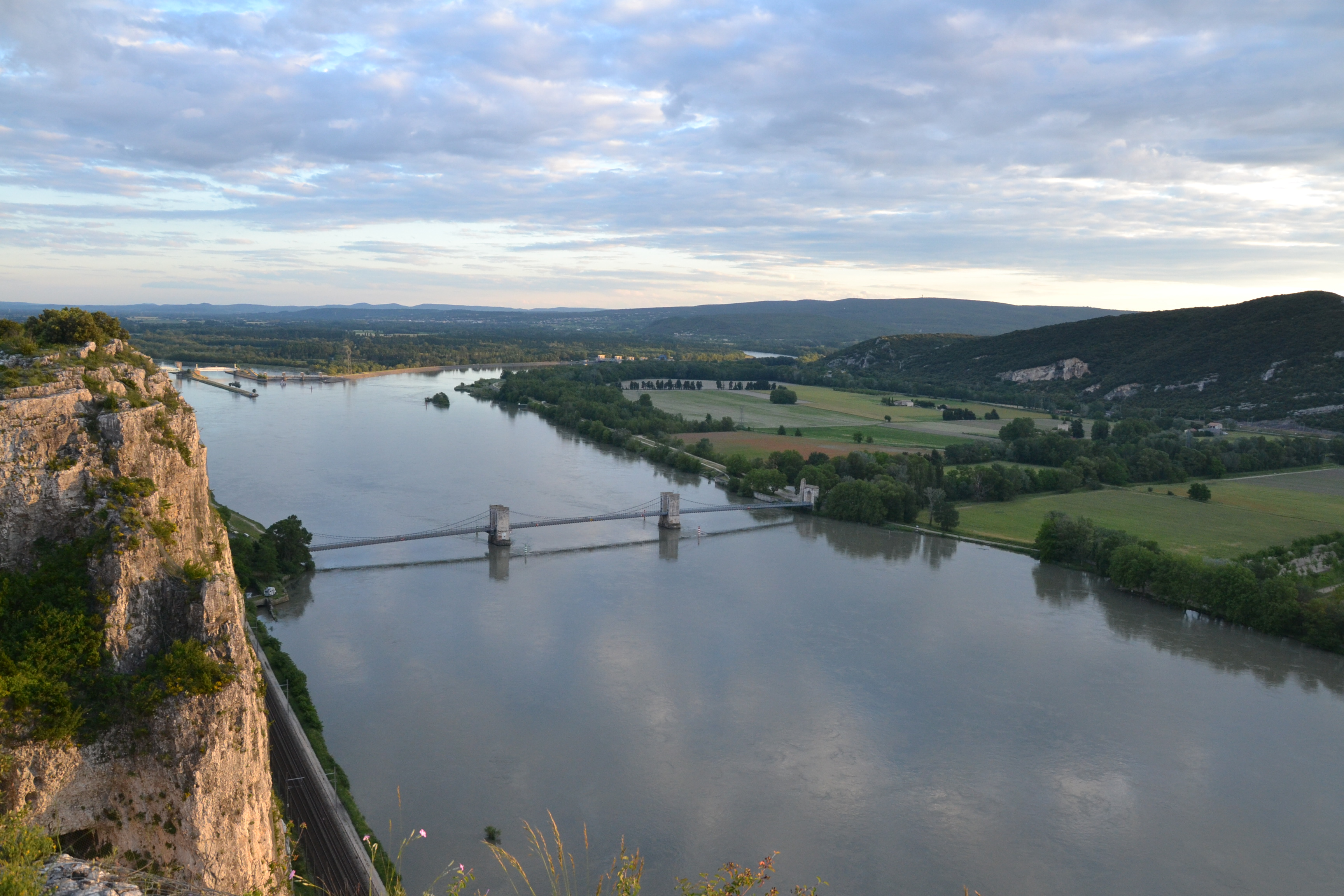
Vue vers le sud depuis la rive gauche du Rhône. Le Pont du Robinet est au centre, en bas à gauche se trouve la voie ferrée et en arrière-plan le canal de Donzère-Mondragon (2016).
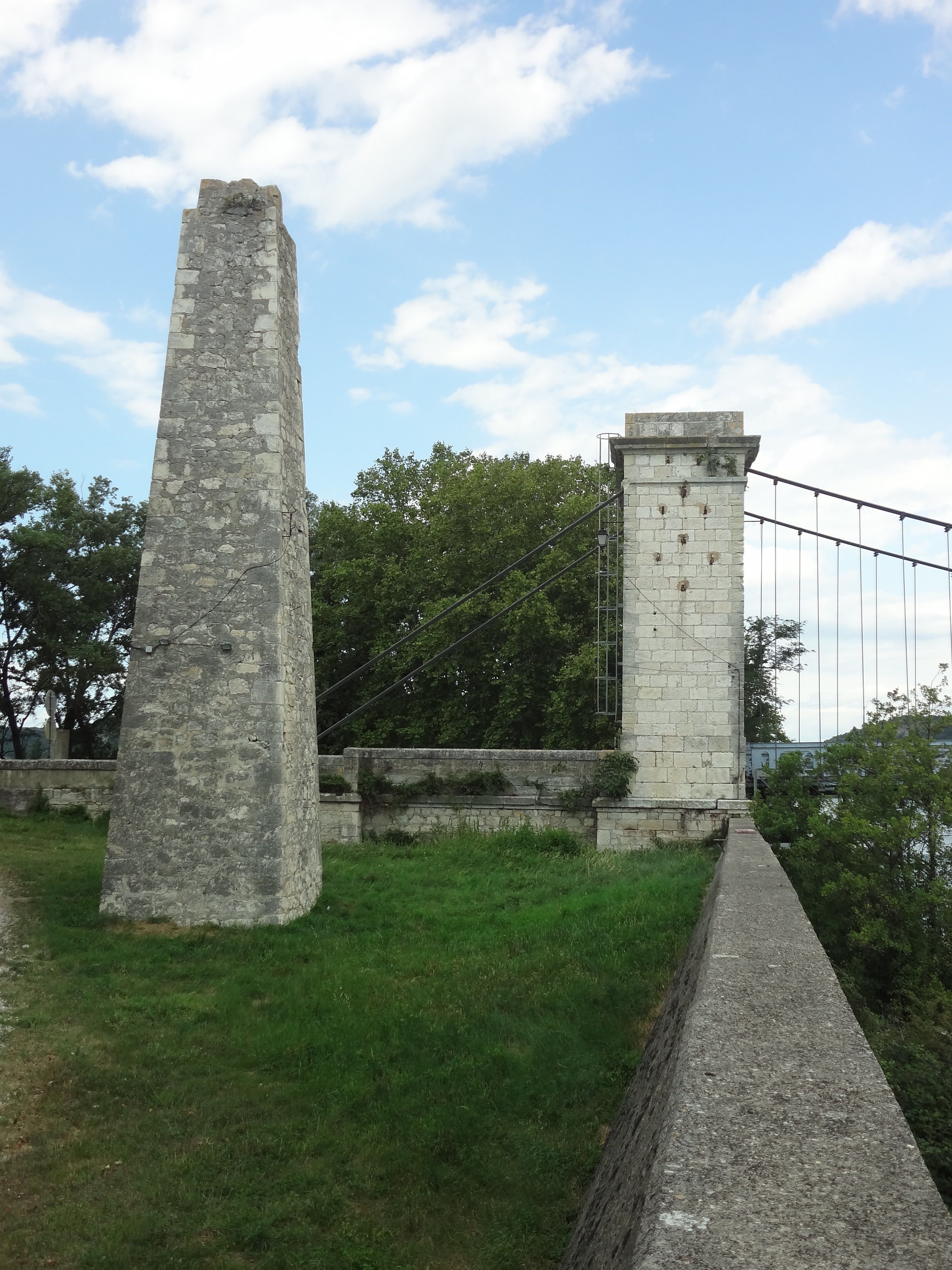
Tour pyramidale de l’ancien bac du Robinet et portique tête de pont, rive droite, côté ardéchois (2015).
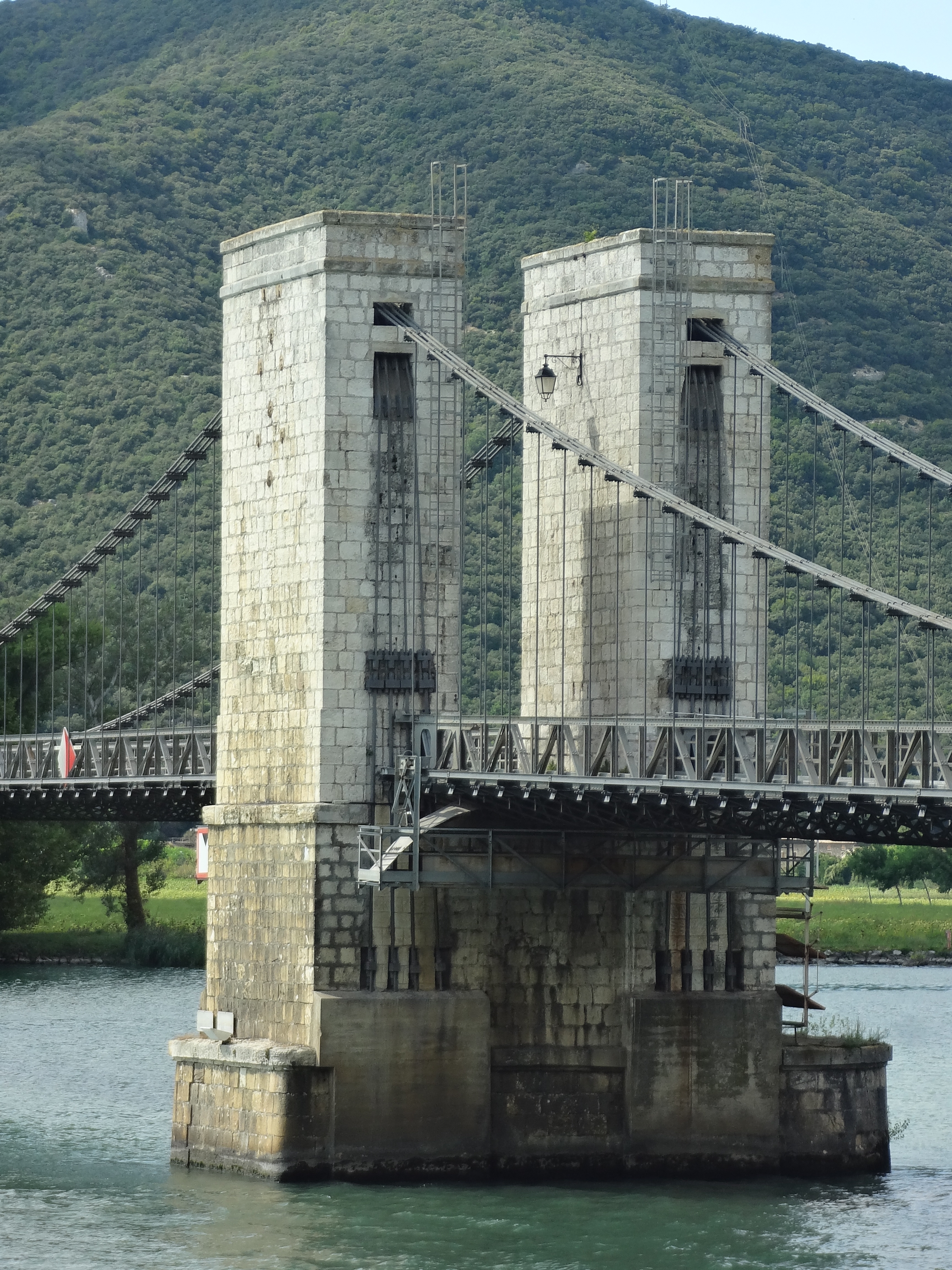
Pont du Robinet, pylône central ouest (2013).
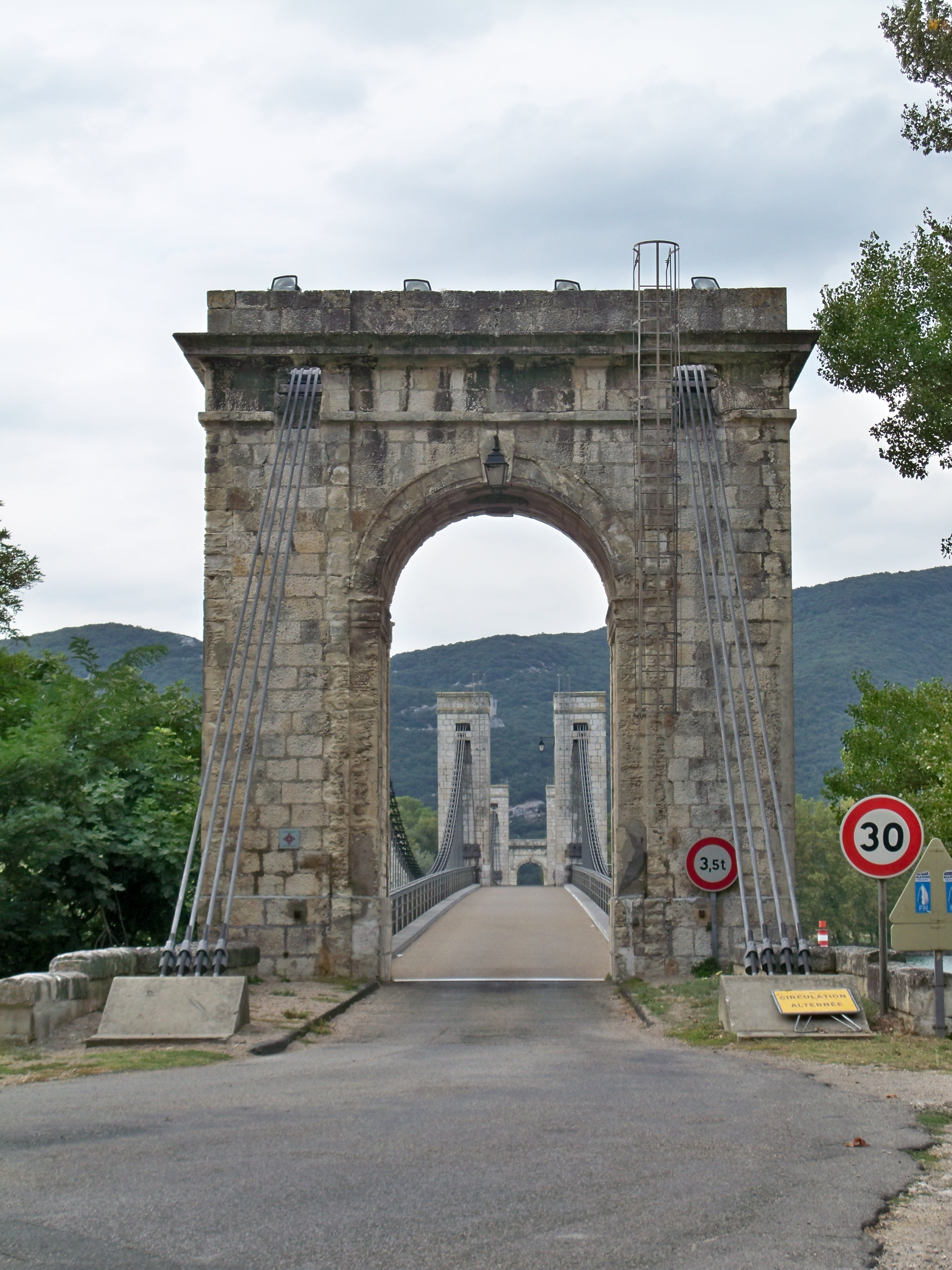
Portique tête de pont, pylônes et tablier, vue en enfilade depuis la rive gauche drômoise (2012).
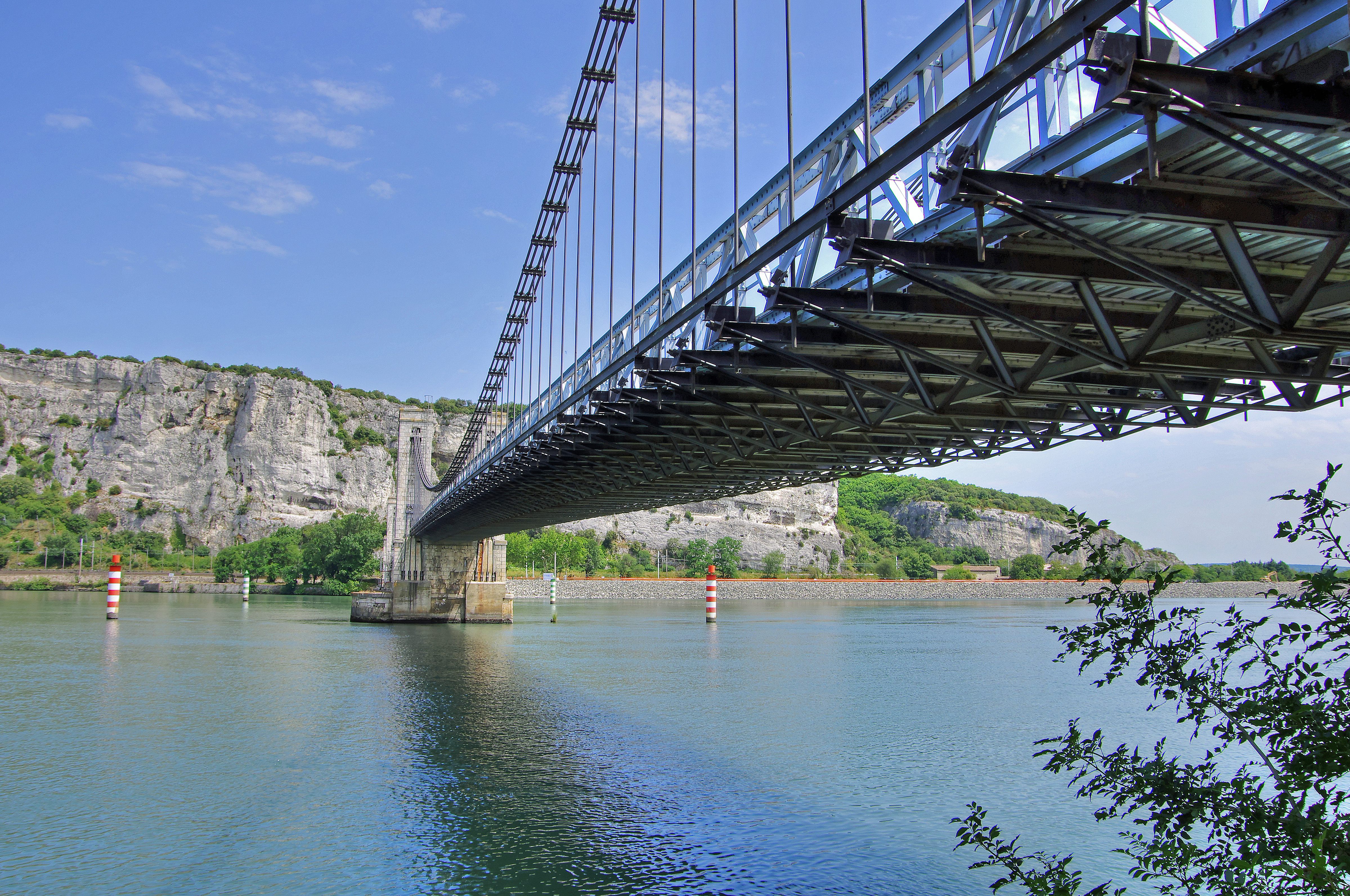
Tablier du pont du Robinet (2014).

## Dimensions
Le pont comporte 3 travées et mesure environ 300 m entre les 2 portiques têtes de pont. Il fait 5,5 m de large sauf au niveau des pylônes et des portiques où la largeur est réduite à 3,6 m. La charge maximum est de 3,5 t.

## Médias
Le pont apparaît en 2002 dans le clip vidéo de Star Guitar des Chemical Brothers, issu de leur 4e album Come With Us et réalisé par Michel Gondry.